# Rodina (Rumunia)
Rodina – wieś w Rumunii, w okręgu Marmarosz, w gminie Ariniș. W 2011 roku liczyła 182 mieszkańców.